# Haemulon sciurus

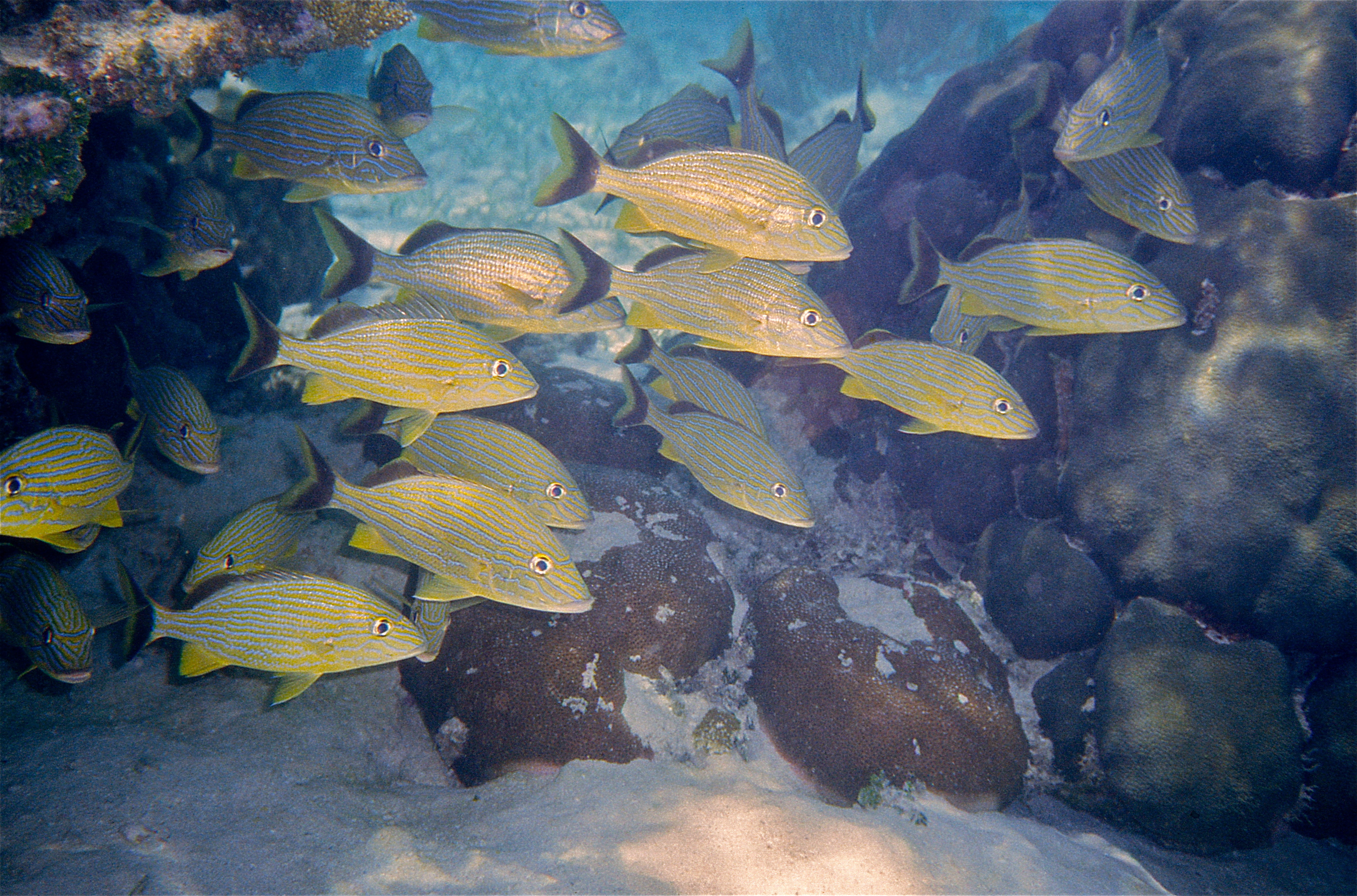
Banco di H. sciurus

Haemulon sciurus (Shaw, 1803) Grugnolo, è un pesce osseo marino appartenente alla famiglia Haemulidae.

## Distribuzione e habitat
Si tratta di una specie endemica dell'oceano Atlantico occidentale tropicale e subtropicale dalla Carolina del Sud (raro a nord della Florida) a tutto il mar dei Caraibi e il golfo del Messico centromeridionale fino alle Bermuda e le Bahamas. Le segnalazioni dal Brasile sono frutto di errori di determinazione.
Frequenta soprattutto fondi duri sia corallini che rocciosi, più raramente anche in ambienti di mangrovie e in zone ricche di vegetazione marina (verso le quali effettua migrazioni notturne). I giovanili sono comuni in acque basse, soprattutto in praterie di Thalassia.
La distribuzione batimetrica va da 0 a 30 metri di profondità, di solito non oltre i 20 metri.

## Descrizione
Ha corpo abbastanza alto con bocca relativamente grande rispetto agli altri Haemulon, terminale su un muso prominente. La livrea ha fondo giallo vivo su tutto il corpo e la testa con numerose striature blu longitudinali piuttosto sottili. La striscia che passa sotto l'occhio ha una caratteristica incurvatura verso l'occhio. La parte posteriore a raggi molli della pinna dorsale e la pinna caudale sono scure o nerastre, le altre pinne compresa la porzione anteriore della dorsale sono gialle; la pinna anale generalmente più scura.
La taglia massima conosciuta è di 46 cm, la taglia media di 25 cm. Il peso massimo noto è di 750 grammi.

## Biologia
La longevità massima nota è di 14 anni.

### Comportamento
Forma banchi di piccole dimensioni. Si tratta di un animale timido, difficile da avvicinare.

### Alimentazione
H. sciurus si nutre prevalentemente di invertebrati bentonici come echinodermi, tra cui il riccio di mare Diadema antillarum, molluschi sia bivalvi che gasteropodi (tra i quali Strombus gigas) e crostacei.

### Riproduzione
Sembra che gli adulti formino aggregazioni riproduttive almeno in alcune aree.

## Pesca
Non è oggetto di pesca specifica e non ha un grande valore di mercato anche se viene catturato come bycatch con un gran numero di tecniche di pesca. Talvolta è ciguatossico.

## Conservazione
È una specie abbondante dappertutto, soggetta a uno sforzo di pesca non importante. Si ritiene che non sia soggetta a minacce se non a una localizzatissima sovrapesca in alcune aree, che comunque non sembrano impattare seriamente le popolazioni coinvolte. Per questi motivi la lista rossa IUCN classifica questa specie come "a rischio minimo".